# Derechos humanos en Venezuela
Los derechos humanos en Venezuela son protegidos en la Constitución de 1999. La Defensoría del Pueblo es una de las instancias del Poder Ciudadano en Venezuela que tiene como finalidad la promoción, vigilancia y defensa de los Derechos Humanos (DDHH) en el país. No obstante, la situación de los derechos humanos en Venezuela ha enfrentado críticas significativas de diferentes organismos a nivel internacional. En 2018, Venezuela fue reprobada con clasificación “D” por el Comité de Derechos Humanos de la Organización de las Naciones Unidas (ONU) en cuanto al cumplimiento de obligaciones del Pacto Internacional de Derechos Civiles y Políticos debido a que el Estado no envió el informe sobre los avances en las recomendaciones que hicieron en 2015. La oficina fue instalada en 2019 cuando Michelle Bachelet ocupaba esa posición.
El 15 de febrero de 2024 el Gobierno suspende a la Oficina del Alto Comisionado de las Naciones Unidas para los Derechos Humanos con relación a la opinión de Volker Türk sobre la detención de libertad de la  activista de derechos humanos venezolana Rocío San Miguel Nicolás Maduro acusó a la organización de convertirse en "el bufete particular" de un "grupo de golpistas y terroristas" y le dio tres días a su personal para que deje Venezuela, ordenó la salida de su personal en 72 horas. La portavoz del Alto Comisionado, Ravina Shamdasani, lamentó la decisión, y afirmó que “nuestros principios rectores han sido y seguirán siendo la promoción y la protección de los derechos humanos” de los venezolanos, mientras que una vocera de esa institución dijo que los integrantes de esa oficina continuarán sus labores desde Panamá.
La Misión Internacional Independiente de determinación de los hechos sobre Venezuela, la Comisión Interamericana de Derechos Humanos (CIDH) y Amnistía Internacional han exigido al gobierno venezolano que respete los derechos humanos de sus prisioneros. La suspensión de las actividades de la Oficina del Alto Comisionado de Derechos Humanos en Caracas, anunciada por el gobierno venezolano, añade una capa adicional de complejidad a la situación de los derechos humanos en el país.
El Panel de Expertos Internacionales Independientes sobre la posible comisión de crímenes de lesa humanidad en Venezuela, perteneciente a la Organización de los Estados Americanos (OEA), ha manifestado su preocupación ante la situación de los presos políticos y desapariciones forzadas en Venezuela. El Panel observa que la detención arbitraria y desaparición forzada se alinea con el patrón de crímenes de lesa humanidad en Venezuela, tema central de sus informes desde mayo de 2018.El Panel, que fue establecido en septiembre de 2017 por el Secretario General de la OEA, Luis Almagro, ha revelado que varios detenidos han sido víctimas de desaparición forzada y posteriormente trasladados al centro de detención conocido como El Helicoide. Este lugar ha sido identificado por la Misión Internacional Independiente de las Naciones Unidas y otras organizaciones de derechos humanos como un sitio donde se cometen actos de tortura, denunciados ante la Corte Penal Internacional (CPI).

## Antecedentes

### Época prehispánica
Los derechos humanos tienen su origen en la cultura occidental, aunque algunos autores opinan que diversos pueblos llegaron a desarrollar ideas cercanas a estos conceptos dentro de su cosmovisión.
Varios de los pueblos indígenas de Venezuela desarrollaron el derecho consuetudinario por medio de normas basadas en sus costumbres para regular la sociedad. En la Recopilación de Leyes de las Indias se establecía que en algunos casos los indios podrían aplicar sus costumbres para resolver conflictos dentro de su grupo.
Los wayú establecieron un método de resolución de conflictos y aplicar justicia por medio del diálogo y negociación. A través del palabrero, una especie de juez, se establecen negociaciones para compensar a las víctimas de algún delito o daño, logrando evitar venganzas y guerras.
Aunque también algunos de estos pueblos pusieron en práctica acciones que violentaban los derechos de las personas. Algunas tribus caribes y de arahuacos solían tomar prisioneros de guerra que eran sometidos a la esclavitud, torturas y en algunos casos eran ejecutados.
También fue probable que pusieran en práctica comportamientos de discriminación por género y a otros grupos étnicos.Algunas tribus poseían un carácter patriarcal en donde las mujeres estaban subordinadas y en ocasiones podían ser víctimas de maltrato. La infidelidad de la mujer se castigaban con golpes e incluso la muerte.
Mientras que en otras tribus al parecer no existía una marcada discriminación contra las mujeres.Era común que algunas tribus fueran gobernadas por cacicas, que las mujeres ejercieran de curanderas, llamadas piaches o que fueran a la guerra junto con los hombres. Varios cronistas hicieron referencia a la existencia de mujeres cacicas como Orocomay, Isabel o Anapuya.
Por otra parte la homosexualidad fue practicada por varios pueblos, si bien era aceptada por algunos, otros la rechazaban y castigaban.

### Época colonial
Desde la época colonial la población indígena fue sometida por la fuerza provocando la muerte de muchos de ellos, la incapacidad de practicar sus creencias religiosas y la pérdida de muchos de sus territorios.Algunos indígenas comenzaron a ser esclavizados, pero posteriormente se les declaró hombres libres en el Tratado de Medina del Campo de 1504.Debido a la resistencia que emprendieron algunas tribus caribes se justificó por las autoridades el esclavizar a los rebeldes.
Aquellos que no fueron esclavizados estaban obligados a laborar en el sistema de encomienda. Este sistema de trabajo aunado a los malos tratos provocó que se iniciaran algunas revueltas y que algunos religiosos, como Antonio de Montesinos, empezaran a criticar el trato dado a los indios.Estas denuncias llevaron a las autoridades a aprobar las Leyes de Burgos para garantizar algunos derechos a los indios aunque en la práctica fueron mayormente ignoradas.

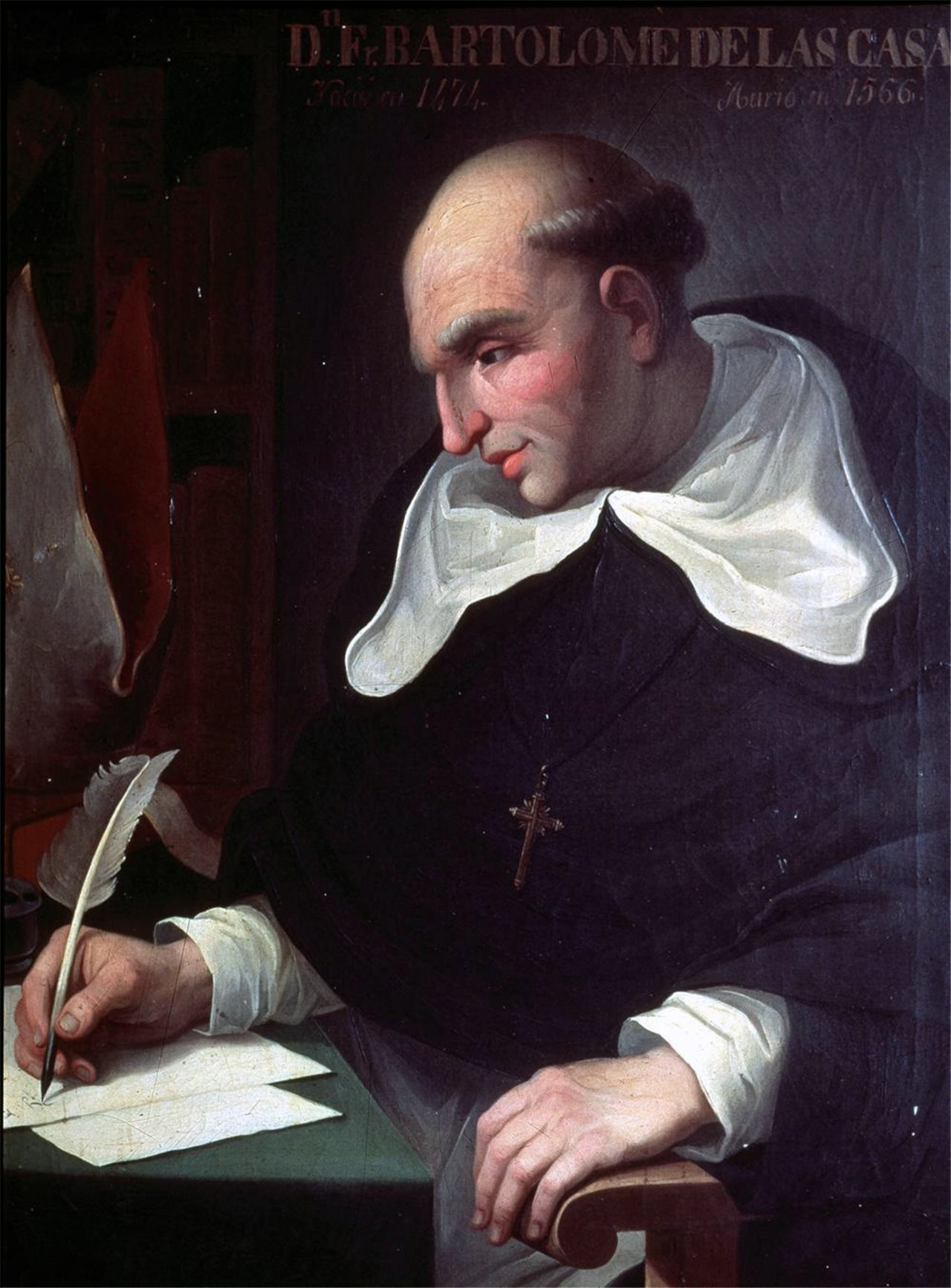
Bartolomé de las Casas

En 1514 frailes dominicos y franciscanos se instalaron en el Puerto de las Perlas, donde comenzaron un proceso pacífico de evangelización y adoctrinamiento. La iniciativa fracasó ya que muchos indios fueron sometidos a la esclavitud para emplearlos en la extracción de perlas. Estos hechos provocaron las denuncias del fraile Bartolomé de las Casas quien intentó lograr que se les diera un buen trato a los indios. Años después de las Casas publicaría su obra Brevísima relación de la destrucción de las Indias donde denunciaría los crímenes en contra de los pueblos del Caribe. La obra logró influenciar en la corona provocando la reforma de las Leyes Nuevas que mejoraron la situación de los indígenas.

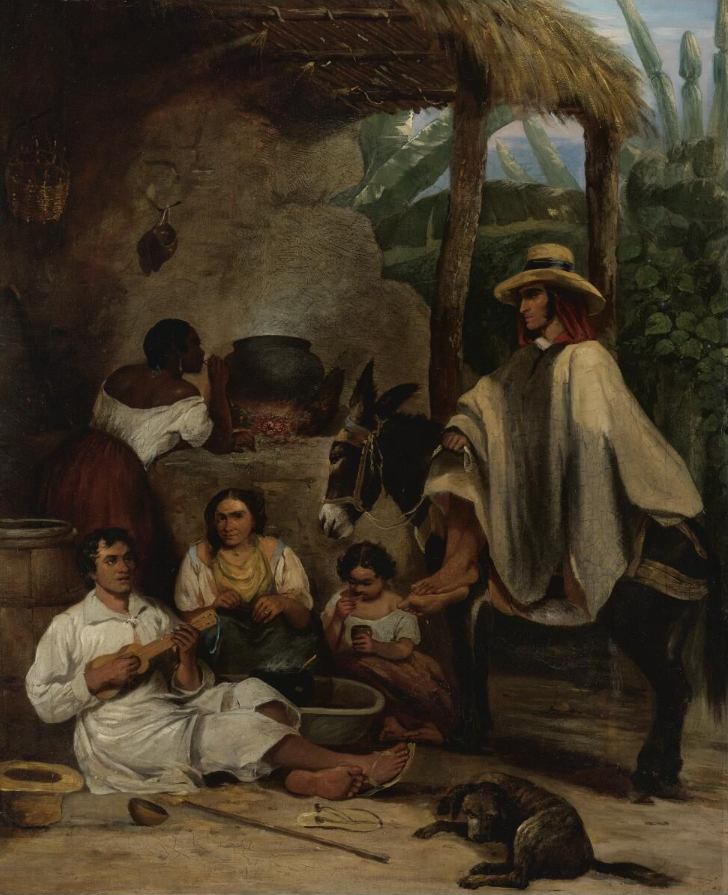
Posada de Ferdinand Bellermann

Aunque de las Casas fue un defensor de los indios también fue uno de los que propuso que fueran sustituidos como esclavos por negros africanos.Los esclavos fueron sometidos a pésimas condiciones que incluían la aplicación de castigos como azotes y mutilaciones.
En 1789 por medio de una Real cédula se establecieron normas para otorgarles un buen trato a los esclavizados por medio de proveerles alimentos, vestidos, atención médica y trabajo no excesivo. Aunque en la práctica estas normativas generalmente fueron ignoradas.
Los esclavizados desarrollaron diversas formas de resistencia en contra de su condición, como las rebeliones. Una de la más importante fue la insurrección de negros de Coro liderada por José Leonardo Chirino.Esta buscaba abolir la esclavitud, eliminar los impuestos, el régimen de encomienda y los privilegios de la élite blanca.
Otro de los derechos que fue violentado durante la colonia fue el de la igualdad estableciendo una sociedad segregada. El indígena fue considerado como un ser inferior, sin alma y razón, ideas que también serían posteriormente aplicadas en contra de los negros. Los indios y mestizos libres y los blancos de orilla estaban en una escala inferior a los criollos y mantuanos careciendo de iguales derechos.En 1795 mediante la Cédula de Gracias al Sacar los pardos, la mayoría de la población, podían acceder a iguales derechos que los blancos previo un pago aunque esta cédula contó con la oposición de una parte de la élite blanca.
Por otro parte las mujeres mantenían una posición de subordinación a los hombres y aquellas que estaban esclavizadas no solo se les aprovechaba como instrumento de trabajo, sino también sexualmente.Mientras que la homosexualidad también fue perseguida durante la época colonial. A los que la practicaban se les consideraba sodomitas y sufrían diversos castigos entre las que se encontraban prisión, azotes, destierro y en ocasiones la muerte.
Desde el inicio de la conquista se restringió la libertad de expresión y a medida que se fueron difundiendo las ideas de la ilustración y la independencia las autoridades trataron de censurar y prohibir la difusión de estas ideas llegando a perseguir, encarcelar, torturar y en ocasiones ejecutar a sus difusores.La inquisición prohibió la circulación de la Declaración de los Derechos del Hombre y del Ciudadano hecha por la revolución francesa, a pesar de esto comenzaron a aparecer varias traducciones de forma clandestina. La primera de ellas fue realizada por el militar Antonio Nariño en 1792, lo que le valió diez años de prisión.
En 1797 ocurrió la conspiración de Gual y España un intento independentista que fracasó. El movimiento estaba conformado por diferentes grupos étnicos y sociales inspirados en las consignas de la revolución francesa de libertad, igualdad y fraternidad. Entre algunas de las obras en las que se inspiraron fue en una publicación titulada Derechos del Hombre y del Ciudadano con varias máximas Republicanas y un Discurso Preliminar dirigido a los Americanos de Juan Bautista Picornell.La cual contenía una versión de la declaración de derechos del hombre de la revolución francesa y que influiría posteriormente en el constitucionalismo de la naciente república.

### Siglo XIX

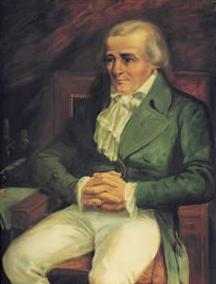
Juan Germán Roscio

Durante la guerra de independencia el tema de los derechos humanos fue parte clave de las consignas de sus principales promotores.El 1 de julio de 1811 las autoridades republicanas aprobaron la Declaración de Derechos del Pueblo redactada por Juan Germán Roscio e influenciada por la declaración de derechos del hombre de la revolución francesa. Según el autor Allan Brewer Carías fue la tercera declaración de derechos humanos de la historia luego de la Declaración de Derechos de Virginia y la de la revolución francesa.La declaración estaba compuesta por 43 artículos que cubrían aspectos relacionados con los deberes y derechos humanos.En su preámbulo se expresaba que:
El Supremo Congreso de Venezuela en su sección legislativa, establecida para la Provincia de Caracas, ha creído que el olvido y desprecio de los Derechos del Pueblo, ha sido hasta ahora la causa de los males que ha sufrido por tres siglos: y queriendo empezar a precaverlos radicalmente, ha resuelto, conformándose con la voluntad general, declarar, como declara solemnemente ante el universo, todos estos mismos Derechos inenajenables, a fin de que todos los ciudadanos puedan comparar continuamente los actos del Gobierno con los fines de la institución social: que el magistrado no pierda jamás de vista la norma de su conducta y el legislador no confunda, en ningún caso, el objeto de su misión.
Varios de los redactores de las primeras leyes y constitución de la república como Juan Germán Roscio, José María Ramírez y Francisco Espejo participaron previamente bajo órdenes de la corona en procesos donde se podrían aplicar torturas y procedimientos que violaron los derechos humanos.
Posteriormente tomaron parte en la redacción de la Constitución Federal de 1811 donde se reconocieron el principio de igualdad ante la ley, la presunción de inocencia, la abolición de la tortura, el derecho a la vida, el secreto de la correspondencia, derecho de propiedad, libertad de pensamiento, derecho de reunión y otros.

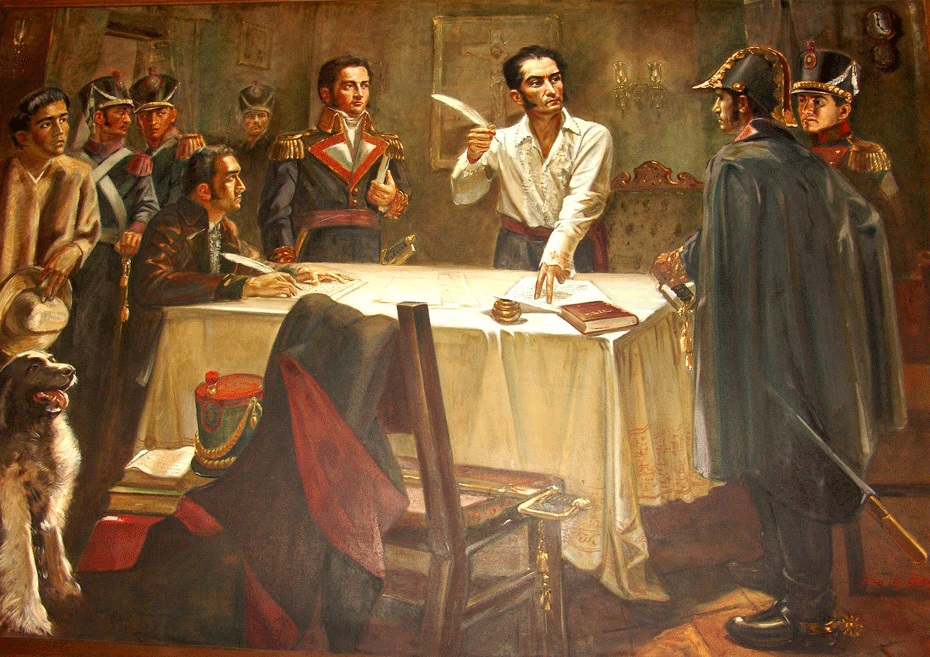
Simón Bolívar firma el Decreto de Guerra a Muerte

A pesar de estos reconocimientos de derechos plasmados en la constitución, la guerra de independencia provocó que estos fueran violados sistemáticamente. Durante el conflicto fueron comunes la censura, los detenidos, las torturas y ejecuciones cometidas por ambos bandos.Estas violaciones se recrudecieron luego de la aprobación en 1813 del decreto de Guerra a Muerte hecha por el militar Simón Bolívar que justificó la ejecución sumaria de los españoles del bando realista.El decreto fue eliminado en 1820 luego de la firma del Tratado de Armisticio y Regularización de la Guerra.
El 6 de agosto de 1830 luego de la separación de Venezuela de la Gran Colombia y el rompimiento del hilo constitucional se produjo una declaración de derechos llamada «Garantía de los venezolanos para el Gobierno Provisorio» cuyo objetivo era asegurar los derechos y establecer nuevos los cuales se reflejarían en las constituciones posteriores.
Varios de los textos constitucionales que se aprobaron durante el siglo XIX siguieron con la tradición de incluir los derechos humanos aunque en la práctica muchos de estos eran violados.Durante la mayor parte del siglo XIX el país se vio sometido a una serie de guerras civiles y gobiernos autoritarios controlados por caudillos en donde se volvieron comunes las violaciones a los derechos fundamentales.
En 1863 tras consagrarse el triunfo del bando federal en la Guerra Federal liderado por Juan Crisóstomo Falcón se estableció el Decreto sobre los derechos individuales y las garantías de los venezolanos.Ese mismo año se firmó el Tratado de Coche el cual puso fin a la Guerra Federal y donde se reafirmaron varios derechos previamente incluidos en la constitución.
Entre varios de los hitos que se lograron en materia de derechos humanos fue la prohibición de la tortura en la constitución de 1830 aunque esta desapareció en algunos de los siguientes textos constitucionales hasta 1893.En 1863 se abolió la pena de muerte y en 1870 se estableció la educación gratuita.

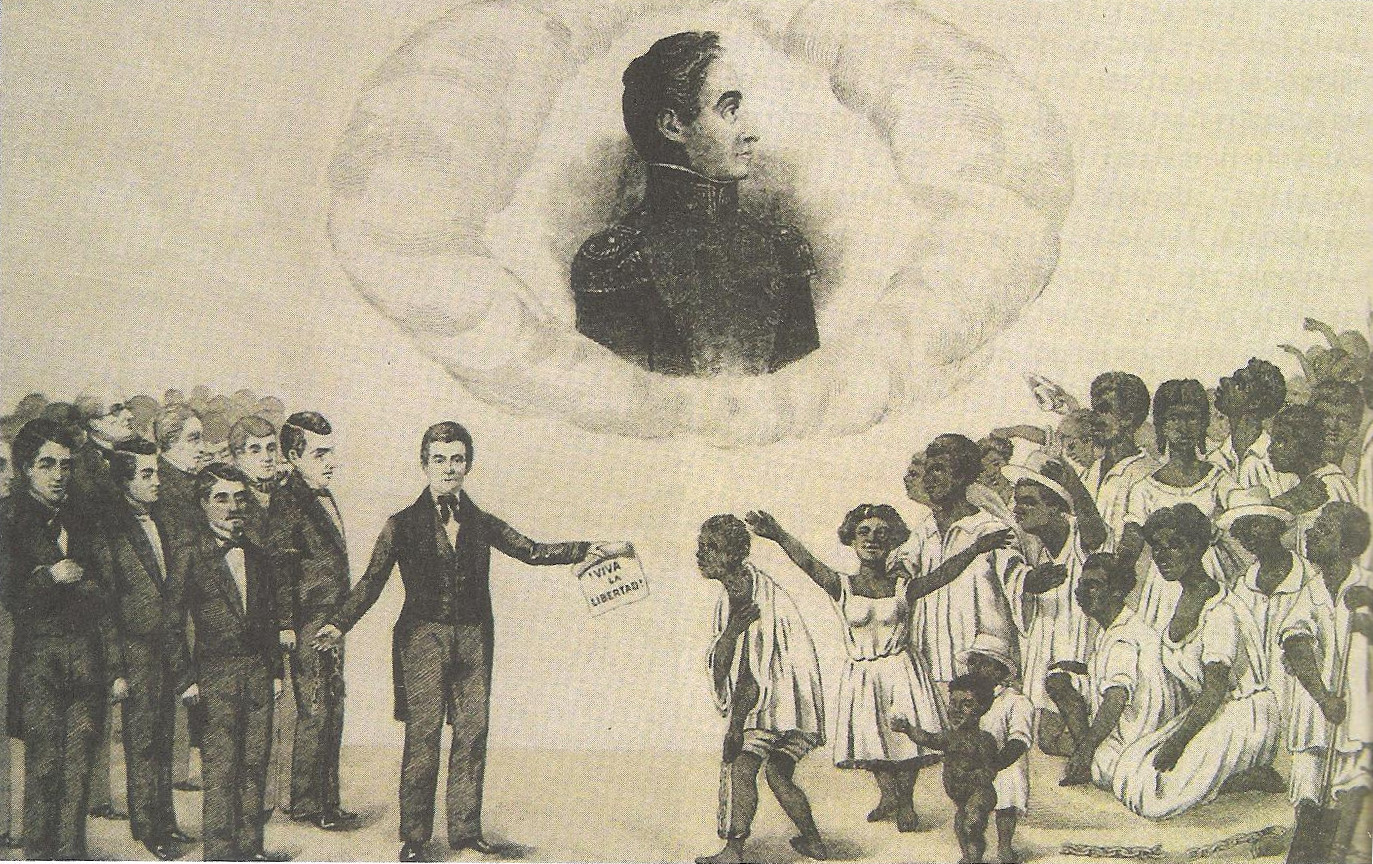
Grabado sobre abolición de la esclavitud en Venezuela

Desde la guerra de independencia existieron intentos para abolir la esclavitud que se terminaría concretando en 1854 por medio de la Ley de abolición de la esclavitud.La ley establecía que los propietarios recibirían indemnizaciones por la compra de la libertad de los esclavos siendo liberadas 23.378 personas.Pese a la abolición de la esclavitud desde 1830 se empezaron a poner en práctica políticas de discriminación racial por medio de un proyecto de blanqueamiento racial donde se favoreció la inmigración de blancos europeos, prohibiendo y limitando la entrada asiáticos y negros.
A pesar del desarrollo de un marco constitucional que garantizaba los derechos humanos, las mujeres siguieron siendo discriminadas ya que en la práctica no se les consideraba ciudadanas. En la constitución y el Código Civil las mujeres carecían de muchos de los derechos de los hombres.El derecho al sufragio se permitió solo para hombres y en el código civil de 1862 se consideraba al marido como «el jefe de la familia» y que la esposa debía «obedecer al marido y seguirle dondequiera que fije su residencia».
En el primer Código Penal de Venezuela de 1836, no se prohibió las relaciones entre personas del mismo sexo y en años posteriores se mantuvo igual.A pesar de esto no existió permisividad hacia la homosexualidad tanto las autoridades e intelectuales desarrollaron una actitud negativa sobre lo que consideraban «afeminamiento» y empezaron a surgir los estereotipos y prácticas de discriminación.

## Historia

### SigloXX

#### Dictadura de Cipriano Castro
Durante la dictadura de Cipriano Castro se aprobó la Constitución de Venezuela de 1901. En ella se garantizaba la inviolabilidad de la vida y se prohibía la aplicación de algunas formas de tortura, sin embargo, durante su régimen fueron comunes la censura, los presos políticos y la tortura.El escritor José Rafael Pocaterra en su obra Memorias de un venezolano de la decadencia denunció los graves abusos cometidos por la dictadura.
Las políticas de discriminación en contra de la mujer no fueron alteradas. En la constitución se ratificó el derecho de sufragio solo para los hombres.Mientras que en el código civil se permitió el divorcio, pero las mujeres no podían ejercer la patria potestad. Por su parte el extranjero que se casaba con una venezolana no podía adquirir la nacionalidad, algo que si pasaba en el caso contrario.También se mantuvieron las políticas de discriminación racial por medio de la inmigración selectiva ratificando en la constitución de 1906 la prohibición de la inmigración de negros.

#### Dictadura de Juan Vicente Gómez

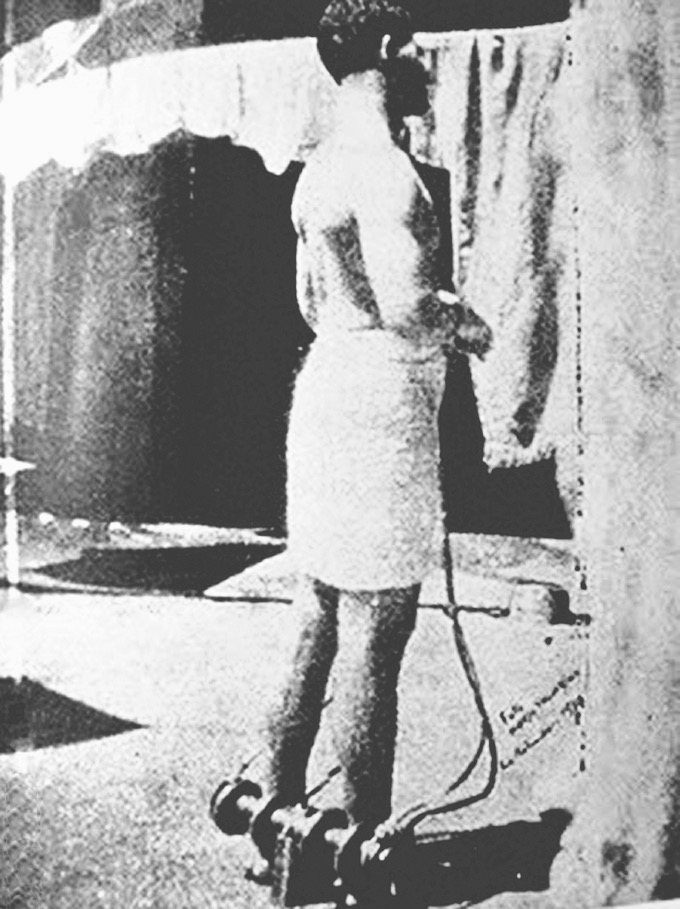
Preso de La Rotunda

Durante la dictadura de Juan Vicente Gómez se cometieron graves violaciones a los derechos humanos. La dictadura censuró a varios medios de comunicación y encarceló periodistas y dirigentes políticos que fueron sometidos a torturas y varios fueron asesinados.
Parte de la Iglesia católica mostró su oposición al gomecismo. El obispo Salvador Montes de Oca fue uno de los religiosos críticos lo que provocó su expulsión del país.Los sacerdotes Régulo Fránquiz, Evaristo Ramírez, Tomás Antonio Monteverde y Antonio Luis Mendoza murieron detenidos en La Rotunda por estar supuestamente involucrados en conspiraciones contra el dictador.
En 1925 tuvo lugar primera huelga petrolera del país, mientras que en 1928 se aprobó la primera Ley del Trabajo, aunque en la práctica no mejoró las condiciones de los trabajadores.Ese mismo año fue aprobada una nueva constitución en la cual se prohibió la propaganda comunista.

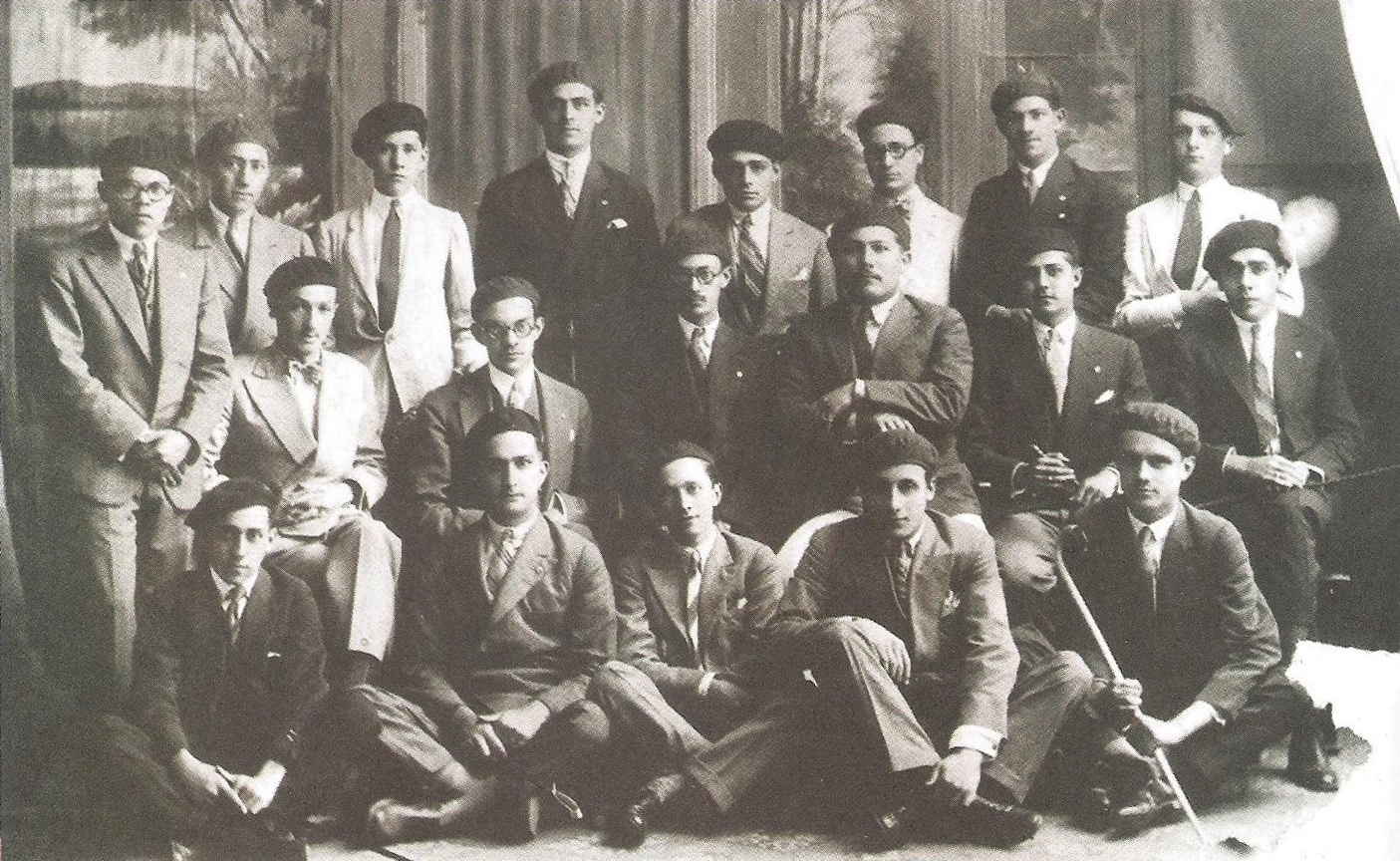
Varios de los estudiantes detenidos

Durante carnaval de 1928 ocurrió  un movimiento de protesta que promovían la democracia encabezado por un grupo de estudiantes conocidos como la generación de 28. Los principales organizadores fueron detenidos y en solidaridad 214 compañeros también se entregaron, lo que generó diversas protestas en contra de los arrestos, provocando su liberación.
Durante la detención de los estudiantes, un grupo de activistas feministas se unen para apoyarlos y exigir su libertad, entre estas se encontraban Carmen Clemente Travieso, Antonia Palacios, María Teresa Castillo y otras. Dentro de este grupo se formaría la primera organización política femenina, la Sociedad Patriótica de Mujeres Venezolanas. Esta organización se encargó de denunciar los crímenes de la dictadura y apoyar a los presos políticos. Llegando a publicar uno de los primeros informes de derechos humanos sobre país enviado a la dictadura y a la agencia Associated Press informando de los casos de detenciones arbitrarias y torturas.
También se mantuvieron políticas de discriminación racial, de género y homofobia. En 1918 se actualizó la ley de inmigración y colonización donde se mantuvo la prohibición de la entrada de asiáticos y negros.
En 1922 se incluyó en el código civil penas de  prisión para las mujeres que se casaran antes de diez meses de haberse divorciado o enviudado.Por su parte las relaciones entre personas del mismo sexo fue penado con cárcel. Los acusados eran encerrados en la Colonia Correccional de la Isla del Burro en Valencia.

#### Gobierno de Eleazar López Contreras

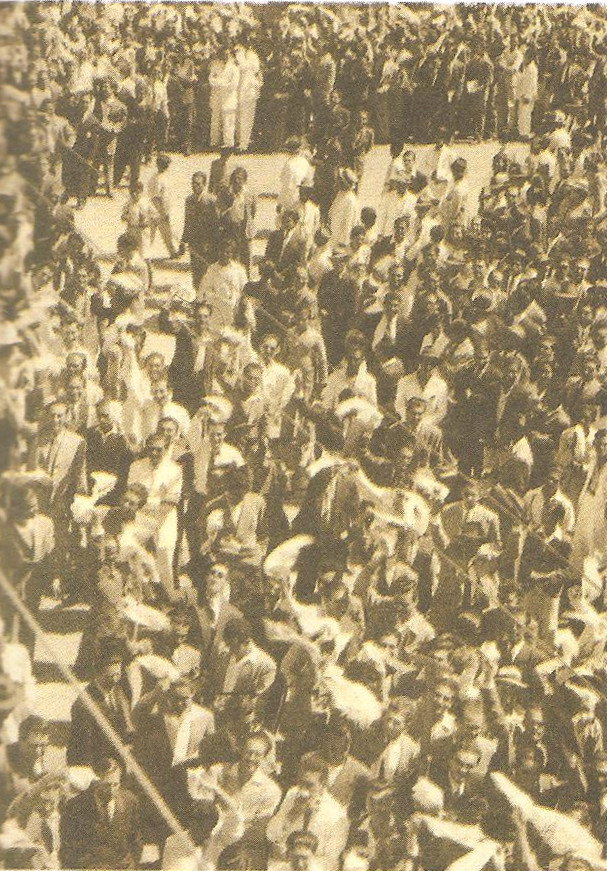
Manifestación del 14 y 15 de febrero de 1936

Durante el gobierno de Eleazar López Contreras surgirían algunos de los primeros movimientos oficiales reivindicativos de los derechos humanos en el país.En los primeros años ocurrieron varias manifestaciones debido al carácter autoritario del régimen. La manifestación del 14 de febrero de 1936 fue una de las más significativas y fue violentamente reprimida.Otro de los movimientos reivindicativos fue la huelga petrolera en Venezuela de 1936 en la cual se exigieron mejoras salariales y sociales.
Entre algunas de las organizaciones políticas, civiles y sindicales que serían las precursoras de las luchas por las reivindicaciones sociales y los derechos humanos se encontraban la Unión Nacional Republicana (UNR), el Partido Republicano Progresista, Liga Nacional Pro Presos, la Organización de Venezolanos (ORVE), la Federación Obrera (FOV), la Federación Estudiantil de Venezuela (FEV), la Revista SIC (Seminario Interdiocesano de Caracas), entre otras.
Una de las organizaciones claves en este periodo fue Partido Democrático Nacional (PDN), sustituto del ORVE, fundado Rómulo Betancourt y otros políticos. En el documento fundacional se establecieron una serie de principios que, según autores, fueron fundamentales para el desarrollo de los derechos humanos de la nación.
Entre algunos de estos se encontraba el respeto a las garantías constitucionales y libertades políticas, la independencia judicial, el acceso a la educación y sanidad gratuita, la vigencia de la Ley del Trabajo y eliminación del trabajo infantil; y la integración de los indígenas a la República.

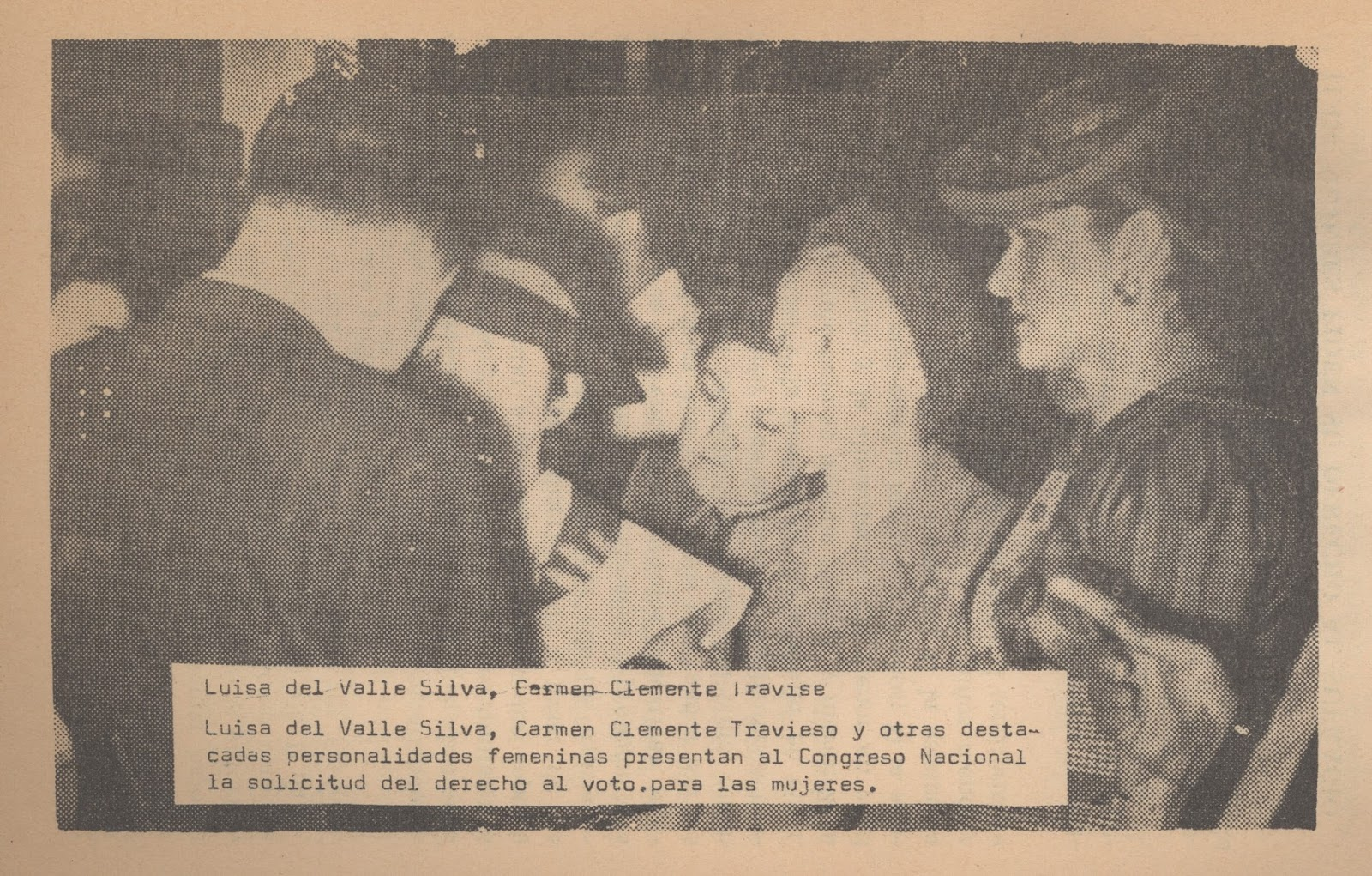
Dirigentes feministas presentan ante el Congreso la solicitud de derecho al sufragio femenino.

En este periodo comienzan a surgir un conjunto de agrupaciones femeninas como la Agrupación Cultural Femenina (ACF), la Asociación Venezolana de Mujeres (AVM) y otras, que ponen en la palestra los derechos de la mujer.Desde estas organizaciones se promovieron iniciativas para apoyar el acceso de las mujeres a la educación así como lograr el derecho al sufragio. En 1936 se aprobó una nueva ley de trabajo que, debido a la presión de grupos feministas, garantizaba protección a la madre trabajadora, el permiso por maternidad y la igualdad de salarios entre ambos sexos por igual trabajo. 
Muchas de estas organizaciones fueron prohibidas y algunos de sus miembros encarcelados u obligados a exiliarse. Una de las herramientas usadas por el régimen para perseguir a la disidencia fue la Ley Lara, fomentada por el ministro de Relaciones Interiores Alejandro Lara.
Otra de las leyes represivas impuestas por el régimen fue la Ley de Vagos y Maleantes de 1939 que criminalizaba a las personas en condición de pobreza y la diversidad sexual.Mientras que en la constitución de 1936 se mantuvo la prohibición del comunismo y el anarquismo, así como la participación de las mujeres en la vida política.

#### Gobierno de Isaías Medina Angarita
Durante el gobierno de Isaías Medina Angarita se comenzó una apertura democrática permitiéndose algunas libertades políticas. Una de sus primeras acciones fue la de permitir la legalización del partido Acción Democrática y se eliminó de la constitución la prohibición de las ideologías comunista y anarquista.
A pesar del proceso de apertura se mantienen algunas actitudes represivas por parte del gobierno. Se promueven la disolución de varios sindicatos y la detención de algunos de sus miembros y de algunos periodistas.
El 24 de mayo de 1945, el cantante negro estadounidense Robert Todd Duncan fue rechazado de  tres importantes hoteles de Caracas.Luego del incidente se aprobó una legislación para eliminar cualquier tipo de discriminación en edificaciones públicas. Esta iniciativa fue promovida por miembros del partido Acción Democrática que también trataron infructuosamente de eliminar las políticas de migración selectivas, algo que se lograría en años posteriores.

#### Trienio Adeco
Durante el Trienio Adeco se presentó una persecución contra funcionarios del régimen anterior, lo que provocó la incautación de sus bienes por ser considerados producto de la corrupción y la expulsión del país de algunos funcionarios.
La junta también convocó a una Asamblea Nacional Constituyente con el objetivo de redactar una nueva constitución en la cual se garantizaría el voto universal, directo y secreto; así como una serie de derechos en materia laboral, social y cultural. En este periodo por medio de Eduardo Mendoza Goiticoa, quien dirigía el Instituto Venezolano para la Inmigración, se apoyó la creación de la Organización Internacional para los Refugiados. A través de este organismo se contribuyó en fomentar la inmigración de personas que huían de la dictadura de Francisco Franco. Así como la concesión de asilo político a diversos dirigentes perseguidos en sus países, como al político peruano Víctor Raúl Haya de la Torre. También se promovió el retorno de exiliados venezolanos por regímenes anteriores.
Durante el gobierno de Rómulo Gallegos afín a la junta del trienio, se envió una comisión para la Novena Conferencia Panamericana. Esta conferencia dio origen a la Organización de los Estados Americanos y en ella se aprobó la Declaración Americana de los Derechos y Deberes del Hombre.
Si bien en el gobierno de Isaías Medina Angarita se aprobó el voto de las mujeres para elegir miembros de los Concejos Municipales, es en 1947 cuando se aprobó una nueva constitución en la cual se garantizaba el derecho de votar y ser elegidas.

#### Dictadura de Marcos Pérez Jiménez
Tras el golpe de Estado de 1948 se instaló una junta militar que entre sus primeras acciones se encontraban el arresto de miembros del partido Acción Democrática (AD) y la expulsión de varios funcionarios del gobierno de Gallegos. En 1949 fue disuelta la Confederación de Trabajadores de Venezuela y el Partido Comunista de Venezuela y se cerraron varios medios de prensa críticos. El régimen reabrió la cárcel de Guasina a donde fueron enviados varios presos políticos. Las condiciones de los detenidos fueron denunciadas por autores como José Vicente Abreu, Juvenal Romero y Simón Ferrer Arévalo en sus obras Se Llamaba SN, Así ocurrió y Guasina.

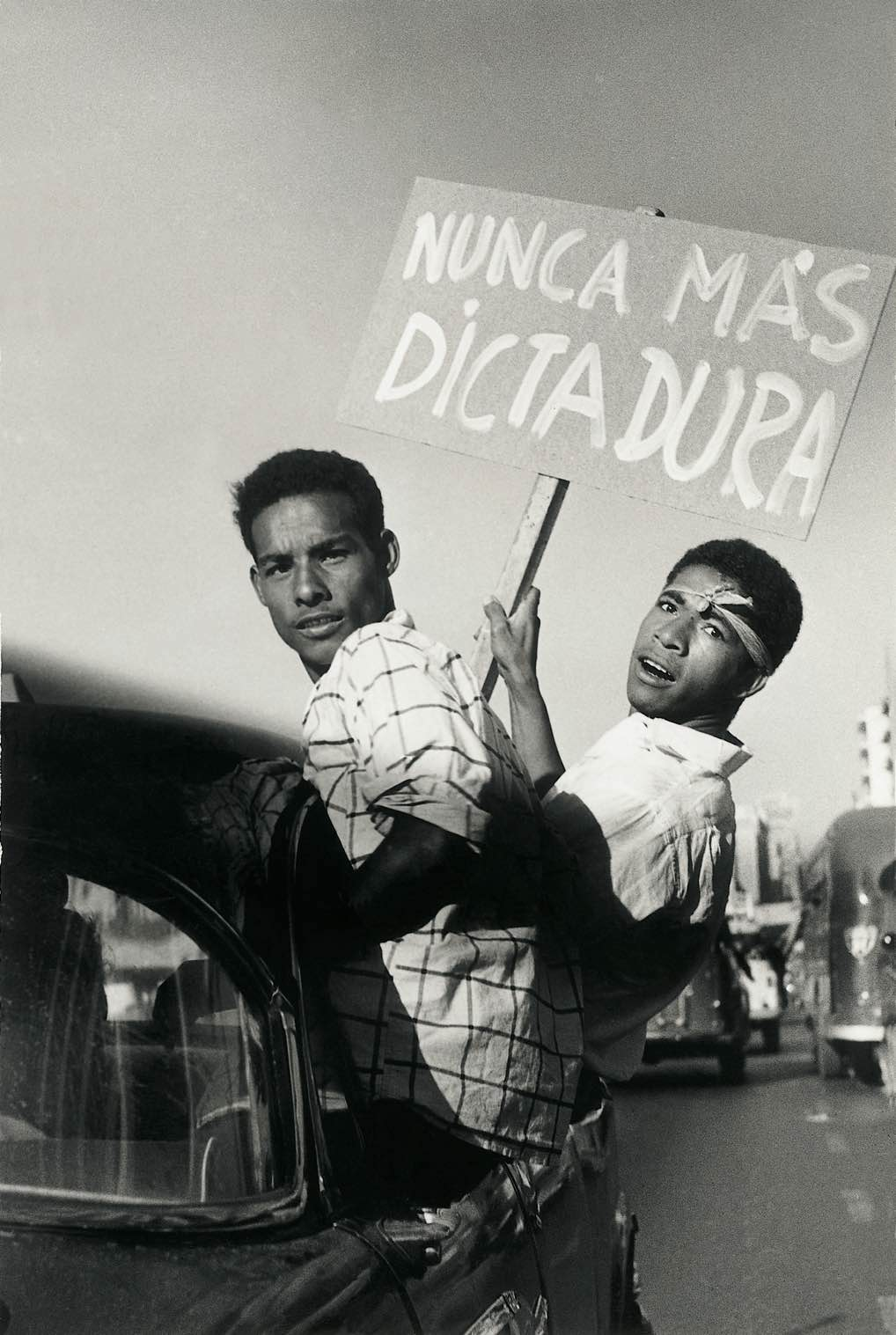
Manifestantes contra la dictadura

En 1948 se celebró en París la Asamblea General de las Naciones Unidas donde se aprobó la Declaración Universal de los Derechos Humanos, esta contó con el voto favorable de la dictadura venezolana. Sin embargo, en Venezuela la represión producto de la dictadura lleva a que algunos movimientos políticos opten por el camino insurreccional, generando un aumento de la represión.
A pesar de la actitud represiva, la junta convocó a elecciones presidenciales permitiendo la participación política de los partidos COPEI y URD.La dictadura de Marcos Pérez Jiménez se inició con su autoproclamación como presidente y el desconocimiento del resultado de las elecciones de 1952 donde resultó electo Jóvito Villalba.
Su régimen inició una fuerte represión con varios detenidos y asesinados. El autor José Agustín Catalá publicó El libro negro de la dictadura donde denunció los arrestos, torturas y ejecuciones de miembros del partido AD. Igualmente miembros de AD y del Partido Comunista publicaron una serie de periódicos de forma clandestina donde denunciaban los abusos cometidos por la Seguridad Nacional.
En 1958, tras la realización de un cuestionado plebiscito donde se decidió la continuidad del régimen, se generaron una serie de manifestaciones en diversas ciudades del país, desembocando en la caída del dictador el 23 de enero de 1958.
Luego de la caída de la dictadura se instaló el gobierno interino de Wolfgang Larrazábal. Entre las acciones del nuevo gobierno se encontraban permitir la legalización de todos los partidos políticos, la disolución de la Seguridad Nacional, permitir el regreso de los exiliados, eliminar la censura y la apertura de juicios contra funcionarios del régimen anterior. Entre los detenidos se encontraban los miembros de la Seguridad Nacional Miguel Silvio Sanz, Luis Rafael Castro, Luis Manuel Delgado y el miembro del ejército Rafael Avilés.

#### Bipartidismo

##### Gobierno de Rómulo Betancourt
Durante el segundo gobierno de Rómulo Betancourt se aprobó una nueva constitución que entre su contenido presentaba un título llamado «De los deberes, derechos y garantías» en donde se desarrollaban el contenido en derechos humanos.Entre algunos de los derechos que garantizaba la nueva constitución se encontraba el sufragio universal, el recurso de amparo, habeas corpus, entre otros.
En el comienzo de este gobierno se desarrollaría la Doctrina Betancourt, un principio en el que se promovía la democracia, libertad y autodeterminación en el manejo de las relaciones internacionales. Amparado en esta doctrina se rompieron relaciones con gobiernos dictatoriales y se promovió otorgarle asilo a refugiados políticos.
Varios de los refugiados comenzaron a formar organizaciones para denunciar las dictaduras de las que huían. En el caso de los españoles fue la sección venezolana de Solidaridad Internacional Antifascista (SIA) que entre sus miembros se encontraban Juan Verde, Jesús Dolara Larrauri, José Xena y Vicente Sierra.Por su parte varios exiliados de países con regímenes comunistas comenzaron a difundir publicaciones denunciando las violaciones de estos gobiernos.
En 1960 el escritor Rómulo Gallegos es elegido como director de la Comisión Interamericana de Derechos Humanos (CIDH). Gallegos, quien también ejercía como senador vitalicio en el congreso venezolano, fue uno de los integrantes del Comité Nacional de los Derechos Humanos perteneciente al congreso. Este comité se dedicó a divulgar material académico y no trató los casos de violaciones a los derechos humanos ocurridos durante la lucha en contra de la insurgencia armada.
Desde la década de 1960 algunos sectores de la izquierda abrazaron la lucha armada provocando violaciones a los derechos humanos. Las garantías constitucionales fueron suspendidas en varias ocasiones lo que ocasionó que algunos medios de comunicación fueran censurados y las detenciones de algunos políticos y manifestantes algunos de los cuales fueron juzgados por tribunales militares y donde se denunciaron casos de tortura.

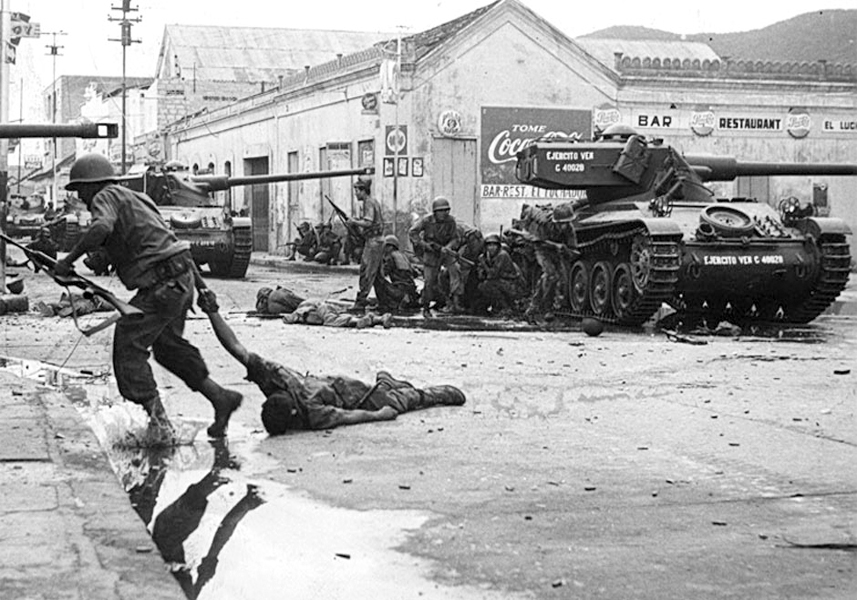
Enfrentamientos durante el Carupanazo

Se produjeron diversos intentos insurreccionales que dejaron varios muertos y cientos de detenidos como el Carupanazo y el Porteñazo. El gobierno ilegalizó al Partido Comunista y al Movimiento de Izquierda Revolucionario y detuvo a varios de sus diputados violando su fuero.También harían su aparición los Teatros de Operaciones centros de detención clandestinos donde fueron trasladados los guerrilleros y presuntos involucrados con estos grupos.

##### Gobierno de Raúl Leoni
Durante el gobierno de Raúl Leoni se profundiza la lucha guerrillera y se registraron varios casos de violación a los derechos humanos. Desde el congreso los diputados José Vicente Rangel, Luis Miquilena y José Herrera Oropeza; denunciaron varios casos de desaparición forzada, torturas y ejecuciones.Años después Rangel publicó el libro Expediente Negro donde denunció la existencia de varios teatros de operaciones y la existencia cerca de 300 desaparecidos cuyos cuerpos fueron ocultados.
Durante este periodo se comienzan a formar comités de apoyo en solidaridad con los guerrilleros encarcelados y grupos de madres y familiares se organizaron en busca de sus hijos y parientes desaparecidos.Con el paso de los años y los fracasos de los insurgentes se inició un proceso de pacificación otorgando la libertad a varios dirigentes.
En 1966 el gobierno suscribió los tratados Pacto Internacional de Derechos Civiles y Políticos (PIDCP) y el Pacto Internacional de Derechos Económicos, Sociales y Culturales (PIDESC). En donde se garantizaban varios derechos políticos y civiles, entre los que se encontraban el derecho al trabajo, sindicalización, huelga, seguridad social, salud, alimentación, vivienda, libertad de culto, entre otros.En 1967 se firmó la Convención Internacional sobre la Eliminación de todas las Formas de Discriminación Racial.Mientras que en 1968 se aprobó el reconocimiento a la Declaración sobre la Eliminación de la Discriminación contra la Mujer.

##### Primer gobierno de Rafael Caldera
Durante el primer gobierno de Rafael Caldera se fomentaron políticas de pacificación para que los guerrilleros se integraran a vida política.Entre algunas de estas acciones se encontraba la eliminación de Dirección General de Policía (DIGEPOL), la legalización del Partido Comunista de Venezuela y la designación del cardenal José Humberto Quintero como intermediario con los grupos armados. El gobierno también liberó a varios dirigentes guerrilleros.
A pesar de sus políticas de pacificación se producen una serie de ataques y asesinatos cometidos por los grupos insurgentes, lo que provoca acciones represivas del gobierno.
En este contexto surgirán algunas de las primeras organizaciones defensoras de los derechos humanos del país como el Comité en Defensa de los Derechos Humanos (CDDH).Entre algunos de sus miembros se encontraba Gloria Martín, Roy Daza, Esther Añez, Lídice Navas entre otros.Otra de las organizaciones que promovió la defensa de los derechos humanos fue los Comités Unitarios Pro-Amnistía (CUPA) dirigida por Laura Pérez Carmona de Prada.
Entre las acciones de estos grupos se encontraban la denuncia de casos de detenciones arbitrarias, desaparición forzada, torturas, ejecuciones y la asistencia a los guerrilleros detenidos.Estas acciones provocaron, según denuncias de miembros del CDDH y CUPA, seguimientos y amenazas por parte de funcionarios de la DISIP.
En 1972 el estudiante Hugo Alexander Alzolay fundó junto con otros activistas el Comité de Estudiantes para la Defensa y Solidaridad por los Derechos Humanos (CEDSDH) el cual denunció las detenciones arbitrarias y abusos de la época. Ese mismo año fue asesinado por un policía mientras pintaba murales con consignas a favor de los guerrilleros detenidos. Se le trató de vincular a grupos guerrilleros provocando protestas por su muerte.
Tras el golpe de Estado a Salvador Allende fueron detenidos varios venezolanos en Chile y el estudiante Enrique Antonio Maza Carvajal, simpatizante del gobierno de Allende, fue fusilado por carabineros chilenos. A pesar de estos hechos, el gobierno de Caldera reconoció a la dictadura chilena y decidió expulsar a un grupo de sindicalistas chilenos opositores que preparaban una declaración en contra del régimen. Estas decisiones fueron revertidas desde el congreso, donde el senador Miguel Otero Silva solicitó retirar al embajador venezolano en Chile y dar apoyo a los refugiados.
En materia de derechos de la mujer, en 1971 la abogada Sonia Sgambatti demandó la anulación de un artículo del código penal relacionado con el uxoricidio. El cual permitía atenuar la pena del asesinato del cónyuge si se le encontraba realizando adulterio. La Corte Suprema de Justicia tardó 10 años en eliminarlo.

##### Primer gobierno de Carlos Andrés Pérez
Durante el primer gobierno de Carlos Andrés Pérez la organización no gubernamental Comité en Defensa de los Derechos Humanos (CDDH) denunció el acoso, persecución, detenciones y torturas realizados en contra de dirigentes y activistas vinculados con algunos grupos de izquierda.También exigieron la derogación de la Ley de Vagos y Maleantes debido al aumento de detenciones arbitrarias y ejecuciones extrajudiciales cometidas por la Policía Técnico Judicial.
En contra parte el gobierno de Pérez mostró su solidaridad con perseguidos políticos por dictaduras. El gobierno logró la liberación del poeta venezolano Alí Lameda detenido en Corea del Norte.Asimismo le otorgó asilo al refugiado paraguayo Joel Cazal y rompió relaciones diplomáticas con la dictadura uruguaya luego de que ingresaran por la fuerza a la embajada venezolana para secuestrar a la maestra uruguaya Elena Quinteros.Varias ONG venezolanas denunciaron los abusos de las dictaduras del cono sur, como la desaparición forzada en Argentina del venezolano Jaime José Colmenares Berrios y el caso de Milton Marinelli quien fue sometido a torturas.
Durante este periodo comenzaron a surgir varias organizaciones que influirían en el desarrollo de los derechos humanos del país. En 1975 por iniciativa de varios activistas, entre los que se encontraba Jesús Dolara Larrauri, se fundó la sección venezolana de Amnistía Internacional, la primera en Latinoamérica. En sus primeros años se encargó de denunciar los casos de violaciones a los derechos humanos ocurridos en el extranjero. En uno de estos casos, por medio de la diputada Argelia Laya, se le hizo llegar una petición de libertad de un detenido política al dictador Muamar el Gadafi, logrando su liberación.
En 1977 se fundó la Comisión Católica de Migración por parte de Conferencia Episcopal de Venezuela dirigida por el sacerdote Juan Vives Suriá y asociada a Caritas. Este organismo se encargó de brindarle apoyo a los refugiados políticos.Posteriormente el padre Suriá junto con un grupo de activistas bajo inspiración de la teología de la liberación fundaron la Fundación Latinoamericana por los Derechos Humanos y el Desarrollo Social (Fundalatin). Esta ONG se dedicó a la defensa de los derechos humanos no solo dentro del país, sino también en el extranjero. Realizó denuncias ante varios organismos internacionales sobre el Plan cóndor.
En 1977 se confirmó la adhesión del país a la Convención Americana sobre Derechos Humanos donde se aprobó la creación de la Corte Interamericana de Derechos Humanos. En años posteriores varios venezolanos ocuparon la presidencia de la corte como Andrés Aguilar Mawdsley, Marco Tulio Bruni Celli, Luz Patricia Mejía Guerrero, Freddy Enrique Gutiérrez Trejo y Carlos Ayala Corao.

##### Gobierno de Luis Herrera Campins
Durante el gobierno de Luis Herrera Campins se realizaron esfuerzos para lograr la pacificación de las guerrillas, suspendiendo los juicios en contra de algunos de sus dirigentes.A pesar de esto se mantienen algunos grupos armados activos, lo que degenera en represión gubernamental. En 1979 se produce la Masacre de Cantaura en donde un grupo de 23 guerrilleros murieron en enfrentamientos con funcionarios. Algunos de los muertos tenían tiros de gracia y fueron enterrados en una fosa común.
Tras la masacre de Cantaura y aumento de la represión se forman nuevas organizaciones defensoras de los derechos humanos que exigían el respeto de los derechos de los detenidos, la celeridad en sus procesos y la aplicación de justicia civil. Entre las organizaciones que se fundaron se encontraban el Comité de Madres de los Presos Políticos, la Coordinadora Nacional de Presos Políticos, Prohumanos y la Federación Nacional de los Derechos Humanos (FENADEH).
En 1981 se creó el Comité de Familiares de Asesinados por las Fuerzas Armadas y Policiales, posteriormente llamado Comité Luto Activo.Esta ONG jugó un importante rol en las denuncias sobre los casos de abusos de poder de los diferentes cuerpos policiales que provocaron detenciones arbitrarias y ejecuciones extrajudiciales.
Ante el aumento de abusos policiales en contra la comunidad sexo diversa y el tratamiento discriminatorio, activistas crearon el Comité en Defensa del Ciudadano Homosexual (CDCH). El cual denunció ante la fiscalía las violaciones y presentó denuncias ante el VI Congreso de las Naciones Unidas sobre Prevención del Delito y Tratamiento del Delincuente, el Comité de Urgencia Antirrepresión Homosexual y el Grupo Gay de Bahía.
Otra de las organizaciones que influyó en la defensa de los derechos humanos fue la Federación de Familiares de Detenidos y Desaparecidos de América Latina (Fedefam). Esta ONG conformada por miembros de diversos países latinoamericanos, como las Madres de Plaza de Mayo, se dedicó a la denuncia de la desaparición forzada. Con el apoyo de Fedefam se logró que 1991 el congreso reconociera la desaparición forzada como un crimen de lesa humanidad en Venezuela.
Desde esta década también se producen una llegada de refugiados del Caribe principalmente de Cuba y Haití huyendo de gobiernos dictatoriales. Estos refugiados divulgaron publicaciones denunciando los abusos cometidos por sus gobiernos y fundaron organizaciones como el Comité Haitiano-Venezolano de Defensa de los Derechos Humanos que se encargó de denunciar los abusos de la dictadura haitiana y resguardar los derechos de los haitianos en Venezuela.
En materia de derechos de la mujer, la Federación Venezolana de Abogadas (FEVA) logró influenciar en la modificación del Código Civil. Entre las modificaciones se encontraban permitir establecer la residencia conyugal por mutuo acuerdo, hacer opcional el uso del apellido del marido, la administración de los bienes en común, eliminación de la discriminación de los hijos fuera del matrimonio, entre otros.

##### Gobierno de Jaime Lusinchi
Durante el gobierno de Jaime Lusinchi se mantienen las políticas de pacificación con grupos guerrilleros otorgándole la libertad a varios dirigentes.A pesar de esto se produjeron algunos casos de violaciones a los derechos humanos como las ocurridas durante la masacre de Yumare y la masacre de El Amparo en las cuales fueron asesinadas varias personas acusadas de ser guerrilleros.También varios medios de comunicación fueron censurados y algunos periodistas encarcelados lo que provocó que algunas organizaciones, como la Sociedad Interamericana de Prensa, expresaran su preocupación por la situación de la libertad de expresión en el país.
Algunos activistas formarían el Comité Interinstitucional Contra el Olvido y la Impunidad en El Amparo, que se encargó de buscar justicia. La absolución de los involucrados provocó que el caso fuese presentado en 1996 ante la Corte Interamericana de Derechos Humanos en el Caso El Amparo vs Venezuela, donde el Estado fue encontrado responsable.
En 1985 el sacerdote Luis María Olaso fundó Cátedra de Derechos Humanos en la UCAB, siendo la primera vez que se le dedicaba una cátedra independiente al tema en el país.Por su parte la ONG Comité Luto Activo continuó con sus denuncias de los abusos policiales. La organización fue una de las que denunció la existencia de las fosas comunes llamadas Pozos de la Muerte en Zulia.También colaboró con la Cinemateca Nacional exponiendo ciclos de cine en materia de derechos humanos. Esta colaboración daría como fruto la cinta Disparen a matar donde se mostraban casos de abuso policial.
Desde la década de 1980 comienzan a reportarse los primeros casos de la enfermedad del sida en el país. Esto provocó desde los medios un tratamiento discriminatorio y al comienzo de la enfermedad se dieron algunos casos de detenciones arbitrarias de personas sospechas de portar la enfermedad.

##### Segundo gobierno de Carlos Andrés Pérez

Militares y manifestantes durante el Caracazo

Durante el segundo gobierno de Carlos Andrés Pérez en 1989 se desencadenaron una serie de manifestaciones y saqueos conocidas como el Caracazo que dejaron centenares de muertos y desaparecidos.Tras los sucesos del Caracazo se conformó el Comité de Familiares y Víctimas de los Sucesos de Febrero-Marzo de 1989 (COFAVIC), que se encargó de colaborar en el proceso de exhumación y denunció el entorpecimiento del proceso y el hostigamiento por parte de las autoridades contra algunos de sus miembros.También fue una de las promotoras del Caso del Caracazo vs Venezuela en la Corte Interamericana de Derechos Humanos.
Luego del Caracazo el sacerdote Luis María Olaso fue designado como encargado de la Dirección de Derechos Humanos de la Fiscalía General de la República. Desde el cargo se ocupó de prestar apoyo a las víctimas de la masacre de El Amparo, el Caracazo y la masacre del Retén de Catia. En 1991 el padre Olaso denunció que existía un estado de impunidad y violación de los derechos humanos en el país.
Tras los dos golpes de Estado de 1992 las organizaciones Amnistía Internacional y Human Rights Watch denunciaron que durante este gobierno existió un incremento en las violaciones a los derechos humanos donde se aplicaron detenciones arbitrarias, torturas, ejecuciones extrajudiciales, censura, represión de manifestaciones y la imparcialidad del sistema de justicia.Las ONG también hicieron mención de la mala situación de las cárceles, la aplicación de la Ley de Vagos y Maleantes y el uso de un procedimiento conocido como averiguación de nudo hecho que favorecía la impunidad contra los policías investigados.En un informe de 1992 del Departamento de Estado de los Estados Unidos también mencionó las violaciones a los derechos humanos a las que agregaban la corrupción del sistema de justicia y la violencia y discriminación en contra de las mujeres.

#### Segundo gobierno de Rafael Caldera
Durante el segundo gobierno de Rafael Caldera fue declarada nula la Ley de Vagos y Maleantes y se prohibió despedir a los trabajadores por su orientación sexual en la Ley del Trabajo.Desde la década de 1990 el padre Matías Camuñas junto con varios activistas fundaron la ONG Comité de Familiares de Presos Comunes que se encargó de denunciar las malas condiciones y muertes ocurridas en las cárceles. Durante la visita de Juan Pablo II en 1996 al país, organizó la parada del pontífice frente al Retén de Catia donde pronunció un discurso. Luego de la visita del papa, a Camuñas se le prohibió la entrada a todos los centros de reclusión del país.

### SigloXXI

#### Chavismo

##### Libertad de expresión y de prensa
El Alto Comisionado de las Naciones Unidas para los Derechos Humanos (ACNUDH) denunció en 2017 una serie de violaciones de los derechos de periodistas y trabajadores de medios de comunicación durante las manifestaciones, denuncia campañas de desprestigio contra periodistas por parte de las autoridades venezolanas y da cuenta del cierre de medios en distintas partes del país. Según el informe, “los ataques contra periodistas y otros trabajadores de los medios de comunicación durante las manifestaciones consistieron en ataques físicos (palizas y heridas causadas por cartuchos de gas lacrimógeno y perdigones de plástico), detenciones arbitrarias e incautación o destrucción de sus equipos“. A partir de las entrevistas realizadas y de la información suministrada por organizaciones no gubernamentales, los encargados de la realización del documento explican que “en varias ocasiones, las fuerzas de seguridad confiscaron, rompieron o sustrajeron el equipo de trabajadores de los medios de comunicación”. Estas acciones violentas en contra de los profesionales de la comunicación “se vieron motivadas por la grabación de los actos de represión de las manifestaciones, y en particular de la detención de manifestantes”. Además se señala que “si bien las fuerzas de seguridad cometieron la mayor parte de las violaciones contra los periodistas, éstos también fueron blanco de ataques por parte de los manifestantes y partidarios tanto de la oposición como del Gobierno”.
La Asociación de Corresponsales de Prensa Extranjera en Venezuela ha acusado al Gobierno de atacar a reporteros. El Sindicato Nacional de Trabajadores de Prensa (SNTP) ―contrario al Gobierno de Maduro― indicó que en los primeros meses de las protestas se habían registrado 205 ataques contra 152 periodistas. Según El Nacional, el SEBIN ya había allanado las oficinas de reporteros y activistas de los derechos humanos en varias ocasiones. También se ha indicado que en ocasiones el SEBIN intimida a reporteros siguiéndolos en vehículos sin registro, y miembros de la agencia "observan sus hogares y oficinas, lugares públicos como panaderías y restaurantes, y les envían mensajes de texto a sus celulares". El 22 de abril, reporteros de La Patilla que estaban cubriendo los eventos en Santa Fe fueron retenidos por la Guardia Nacional. El equipo de reporteros fue acusado de ser "periodistas falsos", tuvieron que mostrar sus identficaciones a la Guardia Nacional y se le tomaron sus fotografías. Más tarde fueron liberados sin más complicaciones. En otro incidente, un fotógrafo de La Patilla fue atacado por la Policía Nacional, la cual trató de arrebatarle su cámara y golpearlo en la cabeza con la culata de una escopeta mientras cubría las protestas en Las Mercedes. Una semana después de haber sido atacado en Las Mercedes, el mismo periodista de La Patilla fue atacado nuevamente por la Policía Nacional, quien trató de quitarle su cámara mientras cubría las protestas en el barrio de Las Minitas en Baruta. Mientras cubrían las protestas el 14 de mayo, un grupo de reporteros dijo que fue atacado por la Guardia Nacionall diciendo que les dispararon y que la Guardia Nacional trató de arrestar a uno de ellos. El 27 de mayo, un reportero de La Patilla fue atacado por tercera vez mientras cubría los incidentes en Táchira cuando recibió disparos de la Guardia Nacional. Dos reporteros resultaron heridos el 5 de junio luego de recibir un disparo de perdigones desde un vehículo de la Guardia Nacional. El incidente fue reportado al Coronel Rafael Quero de la Guardia Nacional, pero él negó que los hechos hayan sucedido. Equipo perteneciente a CNN fue "robado a mano armada" y posiblemente destruido por fuerzas gubernamentales. Aquellos que reportan sobre las manifestaciones se siente amenazados por el presidente Maduro, quien ha creado un "clima cada vez más asfixiante" para ellos. Las estaciones de televisión en Venezuela apenas han mostrado una cobertura en vivo de las manifestaciones y ha causado que muchos televidentes comiencen a ver
La Defensoría del Pueblo, en información suministrada al Acnudh el pasado 2 de agosto, reconoció que “la participación de la GNB (Guardia Nacional Bolivariana) en las manifestaciones se había justificado por tratarse de ‘eventos multitudinarios’ que rebasaban la capacidad de la policía”. En el informe, el equipo denuncia la existencia de una serie de instrumentos legales en Venezuela que contrarían lo establecido en la Constitución de la nación. “A pesar de la protección constitucional del derecho de reunión pacífica, las disposiciones legales y reglamentarias del país tipifican como delito las protestas e imponen restricciones indebidas que niegan la esencia de ese derecho”. Entre las leyes y sentencias que, según el informe, vulneran el derecho constitucional a la reunión pacífica y a la protesta están la Ley de Partidos Políticos, Reuniones Públicas y Manifestaciones, la Decisión N.º 276 de la Sala Constitucional del Tribunal Supremo de Justicia de 24 de abril de 2014, la Ley Orgánica de Seguridad de la Nación de 2002 y el Código Penal Venezolano.
El 4 de julio de 2019, ACNUDH publicó un informe en donde se actualizaba la situación de los DDHH en Venezuela. En cuanto a la libertad de opinión y expresión el informe señala que el Gobierno de Maduro ha tratado de establecer una hegemonía comunicacional imponiendo su propia versión de los hechos y creando un ambiente que restringe los medios de comunicación independientes. Añade el informe que entre 2018 y 2019 docenas de medios impresos han cerrado y el Estado clausuró emisoras de radio y obligó a las operadoras de cable el bloqueo de ciertos canales de televisión.
Hubo un aumento en el número de detenciones de periodistas, incluyendo periodistas extranjeros quienes fueron expulsados o tuvieron que abandonar el país luego de su liberación.
Varios de los comunicadores sociales venezolanos han tenido que huir del país para poder desarrollar su profesión libremente sin censuras.
Asimismo dado la censura impuesta a los medios de comunicación, el internet y las redes sociales (RRSS) se han convertido en las fuentes de información.
Igualmente ACNUDH documentó que en los años recientes el Gobierno bloqueó por tiempo indefinido varios sitios web de noticias y así como el bloqueo frecuente de las RRSS.
También se documentó varios casos de detenciones arbitrarias de personas por expresar opiniones en contra del Gobierno en las RRSS. Particularmente la ONG Espacio Público registró que en la última década hubo detenciones arbitrarias y cargos penales contra 55 personas por publicaciones en RRSS.

##### Uso excesivo de la fuerza
El 13 de junio, funcionarios del SEBIN y CONAS irrumpieron en residencias en el Paraíso, Caracas, sin órdenes de allanamiento, disparándole al perro de uno de los vecinos en el proceso. El 13 de julio un hombre con síndrome de Asperger, Gianni Scovino, fue pateado y golpeado de forma reiterada por un grupo de policías y militares durante una manifestación en Lechería, quienes además lo arrestaron de manera arbitraria. El Ministerio Público se pronunció en contra de los hechos y Tarek William Saab condenó la detención arbitraria, describiendo el trato como «cruel, inhumano y degradante».
De acuerdo al mismo informe, los grupos armados, progobierno o antigobierno, dejaron un saldo de 31 víctimas de homicidio. El informe de ACNUDH destacó las acciones de lo que denominó como “colectivos armados“, término usado para llamar a los grupos armados progubernamentales que intimidan, amenazan y atacan a las personas consideradas como opositoras al gobierno, registrando casos en los que los funcionarios policiales y militares se retiraron del lugar una vez que los civiles armados llegaban. El informe también indicó, refiriéndose a los manifestantes opositores, que “el nivel de violencia de esos grupos se incrementó a medida que aumentaba el uso de la fuerza por parte de las fuerzas de seguridad”. Según el comisionado, las cuatro personas que fallecieron por la acción de estos grupos fueron Amelina Carrillo, Orlando Figuera, Danny Subero y Héctor Anuel Blanco. El 20 de mayo de 2017, durante una protesta en, manifestantes opositores golpearon y prendieron en fuego a Orlando Figuera después de un enfrentamiento y de creer que intentaba robar. El 27 de mayo de 2017, durante el velorio de un protestante fallecido en el municipio Palavecino del estado Lara, un grupo de opositores linchó al oficial retirado de la Guardia Nacional Bolivariana Danny Subero. El informe reseña que la Defensoría del Pueblo informó que 23 personas resultaron heridas a consecuencia de ataques violentos perpetrados presuntamente por grupos antigubernamentales, asegurando que "el Gobierno ha denunciado actos de vandalismo, que incluyen, por ejemplo, quema de almacenes de alimentos, quemas de ambulancias y autobuses, y saqueos. Estos incidentes no estaban directamente relacionados con las protestas, pero reflejan la situación de malestar social y el alto nivel de violencia existentes en el país”

##### Tortura
El 14 de septiembre de 2017 Tamara Sujú denunció ante la Organización de Estados Americanos (OEA) 289 casos de tortura, incluyendo incidentes durante las protestas y casos de torturas sexuales, durante la primera audiencia de la organización para analizar crímenes de lesa humanidad en el país.
El 26 de junio de 2019 Nicolás Maduro denunció un supuesto intento de golpe de Estado y magnicidio en su contra, en donde estarían involucrados 4 funcionarios militares y 2 policías, además de otras 8 personas. Uno de los supuestos implicados sería el capitán de corbeta Rafael Acosta Arévalo, quien sin orden judicial fue detenido por efectivos de la Dirección General de Contrainteligencia Militar (DGCIM). Antes de la denuncia de Maduro, el militar ya había sido reportado como desaparecido el 21 de junio. El 29 de junio se dio a conocer que Acosta Arévalo habría fallecido, a causa de graves torturas. Tamara Sujú denunció vía Twitter que el capitán Acosta Arévalo habría sido torturado por los efectivos de la DGCIM que mantenían su custodia y que el 28 de junio él se presentó a la audiencia en los tribunales militares en silla de ruedas mostrando graves signos de tortura y casi sin poder gesticular palabras, pidiendo auxilio a su abogado. En otro tuit Sujú señaló que cuando se le preguntó al capitán Acosta Arévalo si había sido sometido a torturas, éste asintió con la cabeza ya que no podía pronunciar palabras.

##### Detenciones arbitrarias y violación al debido proceso

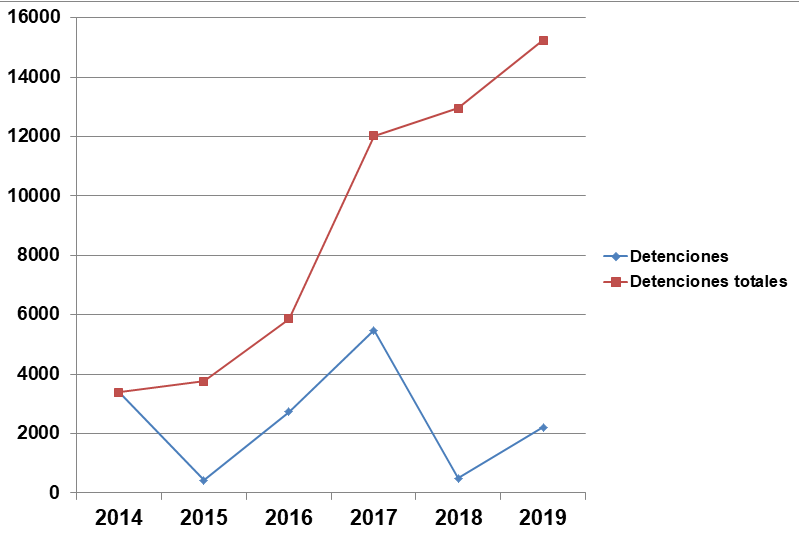
Detenciones arbitrarias en Venezuela entre 2014 y 2019, según el Foro Penal. Arrestos por año en azul y arrestos en total en rojo.

La Oficina del Alto Comisionado de las Naciones Unidas para los Derechos Humanos (ACNUDH) publicó un informe en junio de 2018 titulado "Violaciones de los derechos humanos en la República Bolivariana de Venezuela: Una espiral descendente que parece no tener fin", en donde se analizan las violaciones de distintos derechos humanos en Venezuela, mencionando con mucha frecuencia las detenciones arbitrarias. En el informe se denuncia que las autoridades del Estado realizan detenciones arbitrarias de manera selectiva contra personas que son consideradas como amenaza para el gobierno de Nicolás Maduro, o que manifiestan su disidencia o descontento con este. El informe señala que las fuerzas de seguridad pública, en especial los del servicio de inteligencia, realizan las detenciones selectivamente contra activistas políticos y sociales, estudiantes, defensores de derechos humanos, trabajadores de los medios de comunicación, miembros de las fuerzas armadas, e incluso niños. Las víctimas con frecuencias era mantenidas incomunicadas en el tiempo en que permanecían detenidas.
También se encontraron violaciones al debido proceso, las cuales se agravaban cuando los detenidos, quienes en su mayoría eran civiles, fueron llevados ante tribunales militares; en estos casos los abogados enfrentaban dificultades para acceder a dichos tribunales y al expediente de sus clientes. Durante las detenciones, los agentes de seguridad pública rara vez mostraban orden judicial ni informaron a las personas del motivo de su detención, ni cumplían con el deber de informar a los detenidos de los cargos en su contra.
Las detenciones en algunos casos se convertían en desapariciones forzadas breves, puesto que las autoridades se negaban a informar a los familiares y abogados de las víctimas sobre su paradero. Inclusive se documentaron varios casos, en donde los detenidos permanecían incomunicados durante semanas o meses, como forma de castigo.
El ACNUDH también observó que las audiencias con frecuencia eran retrasadas injustificadamente, ya sea porque los procesados no eran trasladados a los tribunales desde su lugar de detención, ó por la ausencia injustificada de los jueces o fiscales.
Muchas de las víctimas que habían sido liberados condicionalmente enfrentaron con problemas importantes porque los procesos judiciales se prolongaban. En algunos casos, los procesados solicitaban a los tribunales información sobre las fechas de las audiencias y la respuesta de las autoridades judiciales era: "como terrorista, guarimbero, no tiene derechos".

##### Represión selectiva y persecución por motivos políticos
El ACNUDH detalló en su informe de 2019, que desde 2016, el Gobierno así como las instituciones controladas por este, han promulgado leyes y políticas que han acelerado la erosión del Estado de Derecho y el desmantelamiento de las instituciones democráticas, incluyendo a la Asamblea Nacional. Estas medidas tienen como objetivo la neutralización, represión y criminalización de la oposición política y los críticos al Gobierno. Esta tendencia aumentó desde 2016, después que la oposición política ganara la mayoría de los escaños de la Asamblea Nacional.
El aparato de seguridad del Estado conformado por la Guardia Nacional Bolivariana (GNB), Policía Nacional Bolivariana (PNB), Fuerzas de Acciones Especiales (FAES), Cuerpo de Investigaciones Científicas, Penales y Criminalísticas (CICPC), Servicio Bolivariano de Inteligencia Nacional (SEBIN) y la Dirección General de Contrainteligencia Militar (DGCIM), así como los colectivos, han incurrido en diversos especies de delitos violatorios de los derechos humanos.
Las instituciones responsable de la protección de los derechos humanos, tales como el Poder Judicial y la Defensoría del Pueblo, generalmente no llevan a cabo investigaciones prontas, efectivas, exhaustivas, independientes, imparciales ni transparentes sobre las violaciones de derechos humanos y otros crímenes cometidos por actores estatales, no llevan a las personas responsables ante la justicia, ni protegen a personas víctimas y testigos. dicha inacción contribuye a la impunidad y a la repetición de estos delitos.
El informe del ACNUDH también denunció que estas políticas van acompañas de una retórica pública utilizada también por autoridades de alto rango, que desacredita y ataca de manera constante a quienes critican al Gobierno o se oponen a él. La oposición política, los activistas de derechos humanos y los periodistas, entre otros, son con frecuencia blanco de discursos que los tildan de "traidores" y "agentes desestabilizadores". Los medios de comunicación progubernamentales difunden ampliamente esta retórica, por ejemplo, a través del programa televisivo semanal "Con el mazo dando", presentado por Diosdado Cabello, presidente de la polémica Asamblea Nacional Constituyente de Nicolás Maduro.
Sucesivas leyes y reformas legislativas han facilitado la criminalización de la oposición y de cualquier persona crítica al Gobierno mediante disposiciones vagas, aumentos de sanciones por hechos que están garantizados por el derecho a la libertad de reunión pacífica, el uso de la jurisdicción militar para personas civiles y restricciones a las ONG's para representar a víctimas de violaciones de derechos humanos.
En 2018-2019, se despidió y detuvo arbitrariamente a varios dirigentes sindicales y a muchos trabajadores que habían protestado en demanda de salarios y condiciones de trabajo decentes. Decenas de profesionales de la salud que protestaron por el estado en que se encontraba la salud en el país fueron despedidos o amenazados por sus superiores y algunos fueron detenidos arbitrariamente. Al personal universitario crítico al Gobierno se le amenazó con el impago de los salarios, se le impidió el acceso a sus centros de trabajo y viajar al extranjero e incluso en algunos casos hubo detenciones arbitrarias. Los defensores de derechos humanos fueron víctimas de campañas de difamación en los medios de comunicación progobierno, y sometidos a vigilancia, intimidación, hostigamiento, amenazas y detenciones arbitrarias.
También se atacó a disidentes chavistas, a militares disidentes y a funcionarios públicos y empleados de empresas estatales a los que el Gobierno considera opositores.
Muchas de estas víctimas han reducido sus actividades, se han escondido o han tomado el camino del exilio.
La represión selectiva contra miembros de la oposición y líderes sociales infunde miedo al mostrar las consecuencias que puede acarrear el oponerse o meramente criticar al Gobierno o al expresar disentimiento.
En junio de 2019, el Tribunal Supremo de Justicia levantó la inmunidad parlamentaria a 22 diputados de la Asamblea Nacional, entre ellos a Juan Guaidó, presidente del Parlamento. Muchos de ellos fueron acusados por el Gobierno, de traición a la patria, conspiración, instigación a la insurrección, rebelión civil y asociación para delinquir, entre otros cargos, esto luego de que el 4 de agosto de 2018 ocurriera un intento de magnicidio en contra de Nicolás Maduro y el 30 de abril de 2019, Juan Guaidó llamara a las Fuerzas Armadas a la rebelión.
Los familiares de los opositores políticos son víctimas de persecución por motivos políticos. El ACNUDH documentó un creciente número de detenciones arbitrarias de familiares, particularmente mujeres, de opositores políticos. Las víctimas son interrogadas sin la presencia de sus abogados y en algunos casos son maltratadas y torturadas. Estas detenciones son llevadas a cabo como instrumento para ejercer presión sobre los supuestos fugitivos, pero también como forma de castigo. Los familiares también son víctimas de amenazas de muerte, daños adicionales a sus familiares, vigilancia, intimidación y hostigamiento. Además, las víctimas son sometidas a violencia sexual, violencia de género y humillaciones durante sus visitas a los centros de reclusión, durante operaciones de seguridad y allanamiento de domicilios.
Al menos 10 presos políticos han fallecido bajo la custodia del régimen de Maduro desde 2015

##### Ejecuciones extrajudiciales
Según el gobierno, la implementación de operaciones de seguridad ciudadana ha llevado a un descenso constante de la delincuencia en el país, especialmente del delito de homicidio. Sin embargo, en el contexto de estas operaciones de seguridad, el ACNUDH documentó casos de ejecuciones extrajudiciales perpetradas por fuerzas de seguridad llevadas a cabo en vecindarios pobres.
Desde principios de 2018, las operaciones de seguridad de las FAES, creadas para combatir el narcotráfico y las organizaciones criminales, reemplazaron a las operaciones de seguridad denominada "Operaciones de Liberación del Pueblo (OLP)" implementadas entre 2015 y 2017. En la visita realizada por la ACNUDH a Venezuela en junio de 2019, las personas entrevistadas se refirieron de manera constante a las FAES como un "escuadrón de la muerte" o un "grupo de exterminio". Según informes de ONG's, las FAES son causantes de centenares de muertes violentas.
El ACNUDH entrevistó a los familiares de 20 hombres jóvenes muertos por las FAES entre junio de 2018 y abril de 2019. Todos los familiares describieron un modus operandi similar. Según los relatos de los familiares, las FAES llegan en camionetas negras sin placas ni matrículas y bloquean los puntos de acceso en la zona. Visten de negro, sin ninguna identificación personal, con pasamontañas cubriendo sus rostros.También describen el porte de armas largas. Las familias de las víctimas describieron como las FAES irrumpían en sus casas, se apoderaban de sus pertenencias y ejercían violencia de género contra las mujeres y las niñas, incluyendo la desnudez forzada. Las FAES separaban a los hombres víctimas del resto de sus familiares antes de dispararles. Según sus familiares todas las víctimas recibieron uno o más disparos en el tórax.
Los familiares y testigos de los hechos reportaron que las FAES manipulaban las escenas del crimen y las pruebas para simular un enfrentamiento. Plantaron armas y drogas y dispararon sus armas contra las paredes o en el aire para insinuar un enfrentamiento y demostrar que las víctimas se habrían "resistido a la autoridad". En muchos casos, las FAES llevaron a las víctimas al hospital, aunque éstas ya estaban muertas, aparentemente con el propósito de manipular los cuerpos y modificar la escena del crimen. Hubo casos, en donde las autoridades declararon que las víctimas eran delincuentes antes de que hubiese concluido la correspondiente investigación oficial.
El Gobierno cataloga estos homicidios como "resistencia a la autoridad". El número de decesos por las FAES fue muy alto. En 2018, el Gobierno reportó 5.287 muertes violentas en esta categoría, mientras que la ONG Observatorio Venezolano de Violencia (OVV) notificó por lo menos 7.523 muertes violentas de esta categoría. Entre el 1 de enero y 19 de mayo de 2019, el Gobierno notificó 1.569 muertes violentas por "resistencia a la autoridad", mientras que el OVV registró 2.124 muertes violentas de esta categoría. La información analizada por el ACNUDH indica que muchas de estas muertes violentas pueden constituir ejecuciones extrajudiciales.
El ACNUDH destaca los casos de seis hombres jóvenes ejecutados por las FAES en represalia por su participación en las protestas antigubernamentales de 2019. Estas ejecuciones extrajudiciales tuvo lugar durante allanamientos ilegales de domicilios después de las manifestaciones y siguieron el mismo modus operandi descrito anteriormente.

##### Acceso a la justicia
La mayoría de las víctimas de violaciones de DDHH señalados en el informe del ACNUDH de 2019, no han tenido un acceso efectivo a la justicia y a una reparación adecuada. Según testimonio de los entrevistados, pocas personas presentan denuncias por miedo a represalias y por falta de confianza en el sistema judicial. Cuando lo hacen, las autoridades no investigan o no llevan a cabo investigaciones prontas, efectivas, exhaustivas, independientes, imparciales y transparentes.
Por ejemplo, las familias de las personas asesinadas en las protestas masivas de 2017 siguen enfrentando obstáculos generalizados a sus derechos a la verdad, a la justicia y a la reparación, sin que se haya avanzado en la mayoría de las investigaciones. Además, las familias, principalmente las mujeres, han sido amenazadas y acosadas por los servicios de inteligencia y la policía, y en algunos casos se han visto obligadas a abandonar el país. Las familias de los hombres asesinados durante los operativos de las FAES tampoco han recibido justicia. Ellas han enfrentado a múltiples obstáculos, entre ellos la renuncia de los fiscales al recibir sus denuncias, y la denegación del acceso a la información y a medidas de protección y apoyo psicosocial.
El ACNUDH evidenció factores de impunidad identificados en 2018, entre ellos la falta de cooperación de las fuerzas de seguridad pública y de las fuerzas armadas con las investigaciones, la manipulación de las escenas del crimen y de las pruebas por parte de las fuerzas de seguridad, las demoras injustificadas en las actuaciones judiciales,la elevada rotación de los fiscales y los jueces, asó como la inmunidad de facto de oficiales superiores.
La falta de independencia y la corrupción del Poder Judicial son también obstáculos importantes a los que se enfrentan las víctimas en su búsqueda de justicia y reparación.
La Fiscalía General ha incumplido con regularidad su obligación de investigar y llevar a juicio a las personas responsables de los delitos y la Defensoría del Pueblo ha guardado silencio ante las violaciones de derechos humanos. Ninguna de esas instituciones, así como tampoco el Gobierno o la policía dan protección a las víctimas y testigos de violaciones de DDHH. El ACNUDH también denuncia que el Fiscal General, designado por la polémica Asamblea Constituyente de Nicolás Maduro, ha participado de una retórica pública de estigmatización y desacreditación de la oposición y de quienes critican al Gobierno, violando así el principio de presunción de inocencia.

## Marco jurídico

### Libertad de expresión y prensa
La Constitución de 1999 protege la libertad de expresión y la libertad de prensa, estableciendo que la comunicación es libre y plural. Concretamente, el artículo 57 determina que:

Toda persona tiene derecho a expresar libremente sus pensamientos, sus ideas u opiniones de viva voz, por escrito o mediante cualquier otra forma de expresión, y de hacer uso para ello de cualquier medio de comunicación y difusión, sin que pueda establecerse censura. No se permite el anonimato, ni la propaganda de guerra, ni los mensajes discriminatorios, ni los que promuevan la intolerancia religiosa.

En Venezuela se garantiza el acceso universal a la información y el Estado está obligado a permitirlo según el título III («De los derechos humanos y garantías, y de los deberes», cuyo artículo 108 reza:

Los medios de comunicación social, públicos y privados, deben contribuir a la formación ciudadana. El Estado garantizará servicios públicos de radio, televisión y redes de bibliotecas e informática, con el fin de permitir el acceso universal a la información. Los centros educativos deben incorporar el conocimiento y aplicación de las nuevas tecnologías, de sus innovaciones, según los requisitos que establezca la ley.

El Centro Robert F. Kennedy para la Justicia y los Derechos Humanos dijo que, "Documentar las protestas ha sido un desafío para miembros de la prensa y ONGs ya que el Gobierno ha coartado el flujo de la información" y que los "Periodistas han sido amenazados y arrestados, y sus equipos han sido confiscados o sus materiales han sido borrados de los mismos".
El 28 de octubre de 2015, por votación mayoritaria, Venezuela fue prorrogado en su mandato como Estado miembro del  Consejo de Derechos Humanos de la  Organización de Naciones Unidas.

### Libertad religiosa
La Constitución de 1999 establece en su artículo 59 que:

El Estado garantizará la libertad de religión y de culto. Toda persona tiene derecho a profesar su fe religiosa y cultos y a manifestar sus creencias en privado o en público, mediante la enseñanza u otras prácticas, siempre que no se opongan a la moral, a las buenas costumbres y al orden público.

El gobierno suele respetar la libertad de culto; sin embargo, según el Departamento de Estado estadounidense, ciertos grupos religiosos, al igual que otros que también han criticado al gobierno, han estado sometidos a hostigamiento y discriminación. El gobierno ha hecho algunos intentos de limitar la influencia de los grupos religiosos en ciertas zonas geográficas, niveles sociales y corrientes políticas.
Además, el Departamento de Relaciones Públicas y Libertad Religiosa promueve y mantiene la libertad religiosa, con especial énfasis en la libertad de conciencia.

## Tratados de derechos humanos firmados o ratificados por Venezuela
En materia de derechos humanos, respecto a la pertenencia a los siete organismos de la Carta Internacional de Derechos Humanos, que incluyen al Comité de Derechos Humanos (HRC), Venezuela ha firmado o ratificado:
| Venezuela | Tratados internacionales | Tratados internacionales | Tratados internacionales | Tratados internacionales | Tratados internacionales | Tratados internacionales | Tratados internacionales    | Tratados internacionales | Tratados internacionales | Tratados internacionales | Tratados internacionales    | Tratados internacionales | Tratados internacionales | Tratados internacionales | Tratados internacionales | Tratados internacionales | Tratados internacionales | Tratados internacionales |
| --- | ------------------------ | ------------------------ | ------------------------ | ------------------------ | ------------------------ | ------------------------ | --------------------------- | ------------------------ | ------------------------ | ------------------------ | --------------------------- | ------------------------ | ------------------------ | ------------------------ | ------------------------ | ------------------------ | ------------------------ | ------------------------ |
| Venezuela | CESCR                    | CESCR                    | CCPR                     | CCPR                     | CCPR                     | CERD                     | CED                         | CEDAW                    | CEDAW                    | CAT                      | CAT                         | CRC                      | CRC                      | CRC                      | CRC                      | MWC                      | CRPD                     | CRPD                     |
| Venezuela | CESCR                    | CESCR-OP                 | CCPR                     | CCPR-OP1                 | CCPR-OP2-DP              | CERD                     | CED                         | CEDAW                    | CEDAW-OP                 | CAT                      | CAT-OP                      | CRC                      | CRC-OP-AC                | CRC-OP-SC                | CRC-OP-CP                | MWC                      | CRPD                     | CRPD-OP                  |
| Pertenencia | Firmado y ratificado.    | Firmado y ratificado.    | Firmado y ratificado.    | Firmado y ratificado.    | Firmado y ratificado.    | Firmado y ratificado.    | Firmado pero no ratificado. | Firmado y ratificado.    | Firmado y ratificado.    | Firmado y ratificado.    | Firmado pero no ratificado. | Firmado y ratificado.    | Firmado y ratificado.    | Firmado y ratificado.    | Sin información.         | Firmado y ratificado.    | Firmado y ratificado.    | Firmado y ratificado.    |
| Firmado y ratificado, firmado, pero no ratificado, ni firmado ni ratificado, sin información, ha accedido a firmar y ratificar el órgano en cuestión, pero también reconoce la competencia de recibir y procesar comunicaciones individuales por parte de los órganos competentes. |                          |                          |                          |                          |                          |                          |                             |                          |                          |                          |                             |                          |                          |                          |                          |                          |                          |                          |